# Paula Casal
Elba Paula Casal Ribas és una investigadora i professora universitària especialitzada en filosofia del dret.
Casal es va doctorar el 1994 per la Universitat Complutense de Madrid amb la tesi Crítica al determinismo tecnológico de la reconstrucción analítica de la teoría de la historia de Marx por G. A. Cohen. El 1996 va començar a exercir com a professora universitària a la Keele University. Va treballar també per la Universitat de Reading entre el 2004 i el 2008. Des de finals de 2008 és professora d'investigació ICREA al Departament de Dret de la Universitat Pompeu Fabra.
S'ha dedicat a la investigació sobre ètica i filosofia moral en relació amb la justícia global, el canvi climàtic, el gènere i l'ètica animal. Ha escrit en revistes acadèmiques com Ethics, Economics and Philosophy, Journal of Medical Ethics, Journal of Political Philosophy, Hypatia, Political Studies i Utilitas. Ha realitzat estades d'investigació a la Universitat Harvard, a la Universitat Catòlica de Lovaina i a la Universitat d'Oxford. Actualment, codirigeix el Centre for Animal Ethics de la Universitat Pompeu Fabra, juntament amb Núria Almiron, on forma part del consell científic. És la presidenta de la secció espanyola del projecte internacional Projecte Gran Simi per la defensa dels drets dels grans primats i membre del comitè científic de l'Academics Stand Against Poverty. Coedita la revista acadèmica Law, Ethics and Philosophy sobre ètica, teoria legal i filosofia social i política.

## Obres seleccionades
- Casal, Paula; Pogge, Thomas; Steiner, Hillel. Un reparto más justo del planeta (en castellà).  Editorial Trotta, 2016, p. 136. ISBN 978-84-9879-617-9.[5]